# Macrozamia stenomera
Macrozamia stenomera L.A.S.Johnson è una pianta appartenente alla famiglia delle Zamiaceae, endemica dell'Australia.

## Descrizione
È una cicade con fusto sotterraneo, con diametro di 10-20 cm.
Le foglie, pennate, lunghe 40-80 cm, sono disposte a corona all'apice del fusto e sono rette da un picciolo lungo 7-15 cm; ogni foglia è composta da 35-60 paia di foglioline lanceolate, con margine intero e apice dentato, lunghe 10-20 cm, di colore verde, con una callosità di colore arancio alla base.
È una specie dioica con esemplari maschili che presentano da 1 a 3 coni terminali di forma cilindrica, lunghi 13-19 cm, ed esemplari femminili con 1-2 coni di forma ovoidale lunghi 20-24 cm, e larghi 7-9 cm.
I semi sono grossolanamente ovoidali, lunghi 24-27 mm, ricoperti da un tegumento di colore giallo.

## Distribuzione e habitat
L'areale della specie è circoscritto al Nuovo Galles del Sud, Australia.

## Conservazione
La IUCN Red List classifica M. stenomera come specie prossima alla minaccia (Near Threatened).

La specie è inserita nella Appendice II della Convention on International Trade of Endangered Species (CITES).